# Синагога Гиляки

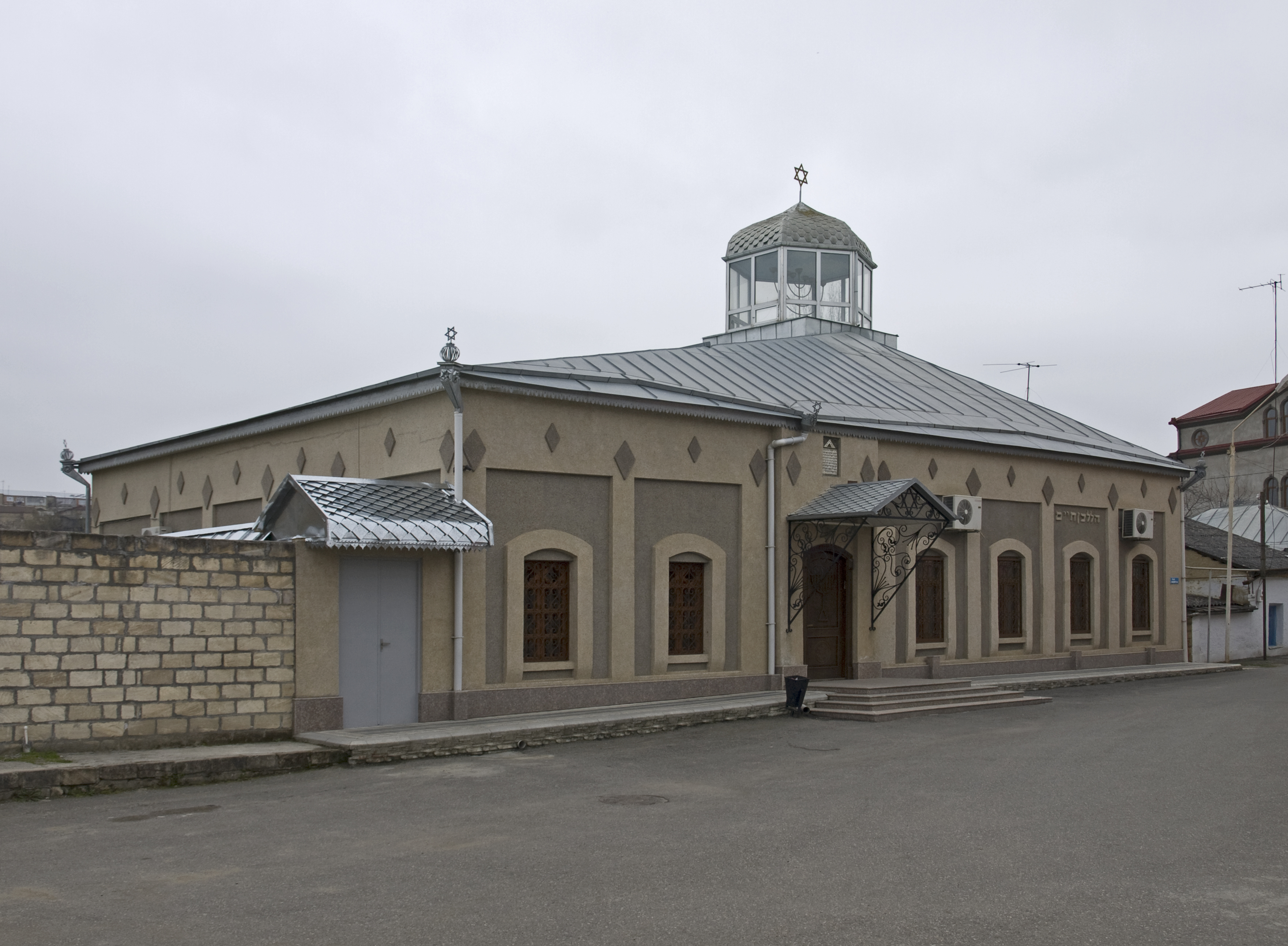
Синагога Гиляки, Красная Слобода

Синагога Гиляки — действуюшая синангога посёлка Красной Слободы. Синагога Гиляки, то есть квартала Гиляки, основанного выходцами из иранской области Гилян) — пристройка, в которой раньше молилась небольшая ашкеназская или, скорее всего, герская община. В настоящее время синагога Гиляки отреставрирована, рядом построено новое здание миквы.

## История
Синагога Гиляки, расположенная в Красном поселке Губинского района, была построена выходцами из провинции Гилян Ирана. Архитектором храма является Гилель Бен Хаим. Его имя было выгравировано на кирпичном фасаде синагоги. Из надписи на закладном камне видно, что храм был возведен в 1896 году. На входной двери есть еще одна доска. А здесь написана другая дата — 1857 год. Возможно, эта доска была привезена из более древнего храма еврейских эмигрантов и поставлена на двери синагоги. В здании синагоги 12 окон по числу родов Израиля. Из исторических источников известно, что раньше возле синагоги был родник. Вполне вероятно, что мечеть, построенная в Губе в первой половине XIX века, была прообразом храма Гиляки, ведь шестиугольный купол когда-то был стеклянным и освещал молельню. Анологическая кровля имеется и в Губинской мечети. Раньше в синагоге Гиляки не было отдельных помещений для женщин, как в других храмах горских евреев. Женщины приходили сюда только по праздникам и сидели во дворе синагоги. В настоящее время женщинам разрешён вход в храм во время праздников.
По другой версии в 1780-х гг. сюда пришли и евреи из персидской провинции Гилянь. Квартал выходцев из Гиляни, махаллей Гиляки, находился в центре Слободы. Переселялись в Слободу и евреи из Баку и из самой Кубы, с другого берега Кудиял-чая. Квартал этих последних по времени переселенцев стал называться Мизрахи, т. е. "Восточный".